# Bruno Fernandes de Souza
Bruno Fernandes das Dores de Souza (23 de diciembre de 1984, Ribeirão das Neves), más conocido como Bruno, es un exfutbolista brasileño y procesado por asesinato que jugaba como portero. Bruno es conocido a nivel futbolístico por jugar en la Serie A de Brasil con los equipos Flamengo y Atlético Mineiro entre los años 2005 y 2010.

## Carrera

### Corinthians
En 2006, Bruno firmó con el fondo de inversiones Media Sports Invesments, quienes lo transfirieron al Atlético Mineiro; se especula que el trato costó aproximadamente € 2 millones de euros, más un 15% en un trato a futuro. Firmó un contrato al final del año con Corinthians, en ese entonces socio de MSI. Sin embargo, tras la negativa del directivo Émerson Leão a dejarlo jugar en lugar de su colega y portero Marcelo, quien creció jugando en el equipo, Bruno quedó insatisfecho. Sin jugar un solo partido para Corinthians, fue prestado a Flamengo.

### Flamengo
Bruno llegó a su nuevo equipo la misma semana que Diego, el portero titular, sufrió una lesión. Inmediatamente reemplazó a Diego como titular. Hizo su debut en un juego contra Internacional y se desempeñó de manera sorprendente, asegurando la posición para el resto de la temporada. En 2007, se convirtió en uno de los favoritos del público por sus grandes actuaciones, especialmente en penales, salvando 3 tiros en la final del Campeonato Estatal de Río de Janeiro 2007 contra Botafogo, ayudando a Flamengo a ser campeones. Durante el año, se especuló que Bruno se iría a Europa, con MSI buscando sacarle provecho, fue vinculado al Barcelona.
Por casi 3 millones de euros, Flamengo cerró un trato permanente con Bruno en 2008 con el jugador declarando su deseo de estar con el rubro-negro en el futuro cercano. Bruno anotó su primer gol profesional el 23 de abril de 2008, en un tiro libre, el cual fue crucial para la victoria 2–0 sobre el Coronel Bolognesi en la Copa Libertadores. Bruno anotó su segundo gol el 23 de octubre de 2008, en un penal contra Coritiba. Anotó su tercer gol para Flamengo el 4 de febrero de 2009, en un tiro libre, contra Mesquita.
Después de la jubilación de Fábio Luciano, en mayo de 2009, Bruno se convirtió en el capitán del equipo. El 12 de julio de 2009 Bruno jugó contra São Paulo, su partido100º para el Flamengo en la Serie A de Brasil, con el juego marcando un 2–2.
El cuarto gol de su carrera fue el 26 de mayo de 2010 en un tiro libre con el Flamengo en un partido del Campeonato Brasileño en el que perdieron 2–1 contra el Fluminense.
En julio de 2010, Flamengo anunció que el club había suspendido el contrato de Bruno a raíz de la investigación de asesinato y que el abogado del equipo ya no lo defendería.

### Boa Esporte
El 10 de marzo de 2017, poco después de dejar la prisión con una apelación pendiente, firmó con contrato con el Boa Esporte hasta 2019. Como resultado, cinco patrocinadores del club, CardioCenter, Nutrends Nutrición y Magsul, terminaron sus patrocinios con el club

### Estadística de carrera
(Actualizada hasta el 6 de junio de 2010)
| Club                | Estación | Liga estatal | Liga estatal | Liga estatal | Campeonato Brasileño de Serie A | Campeonato Brasileño de Serie A | Campeonato Brasileño de Serie A | Copa de Brasil | Copa de Brasil | Copa de Brasil | Copa Libertadores | Copa Libertadores | Copa Libertadores | Copa Sudamericana | Copa Sudamericana | Copa Sudamericana | Total | Total | Total |
| ------------------- | -------- | ------------ | ------------ | ------------ | ------------------------------- | ------------------------------- | ------------------------------- | -------------- | -------------- | -------------- | ----------------- | ----------------- | ----------------- | ----------------- | ----------------- | ----------------- | ----- | ----- | ----- |
| Club                | Estación | PJ           | G            | A            | PJ                              | G                               | A                               | PJ             | G              | A              | PJ                | G                 | A                 | PJ                | G                 | A                 | PJ    | G     | A     |
| Atlético Mineiro    | 2005     | -            | -            | -            | 24                              | 0                               | 0                               | -              | -              | -              | -                 | -                 | -                 | -                 | -                 | -                 | 24    | 0     | 0     |
| Atlético Mineiro    | 2006     | -            | -            | -            | 14                              | 0                               | 0                               | 7              | 0              | 0              | -                 | -                 | -                 | -                 | -                 | -                 | 21    | 0     | 0     |
| Total               | Total    | -            | -            | -            | 38                              | 0                               | 0                               | 7              | 0              | 0              | -                 | -                 | -                 | -                 | -                 | -                 | 45    | 0     | 0     |
| Corinthians         | 2006     | -            | -            | -            | 0                               | 0                               | 0                               | -              | -              | -              | -                 | -                 | -                 | -                 | -                 | -                 | 0     | 0     | 0     |
| Total               | Total    | -            | -            | -            | 0                               | 0                               | 0                               | -              | -              | -              | -                 | -                 | -                 | -                 | -                 | -                 | 0     | 0     | 0     |
| Flamengo (Préstamo) | 2006     | -            | -            | -            | 17                              | 0                               | 0                               | -              | -              | -              | -                 | -                 | -                 | -                 | -                 | -                 | 17    | 0     | 0     |
| Flamengo (Préstamo) | 2007     |              |              |              |                                 |                                 |                                 |                |                |                |                   |                   |                   |                   |                   |                   |       |       |       |
| Total               | Total    | 66           | 1            | 0            | 134                             | 2                               | 0                               | 6              | 0              | 0              | 25                | 1                 | 1                 | 2                 | 0                 | 0                 | 234   | 4     | 1     |

Según fuentes combinadas del sitio oficial del Flamengo y Flaestatística.
- En 2006 Bruno jugó para Atlético Mineiro en la Serie B de Brasil.

## Honores

### Club
- Flamengo
  - Taça Guanabara: 2007, 2008
  - Taça Rio: 2009
  - Río de Janeiro Liga Estatal: 2007, 2008, 2009
  - Brasileño Série Un: 2009

## Asesinato, arresto y encarcelamiento
El 9 de junio de 2010, la expareja del atleta, Eliza Samudio, desapareció. Estando embarazada dijo que Bruno era el padre de su hijo y que podía probarlo cuando el niño naciera, cosa que se probó cuando nació. Cuando él rechazó apoyar al niño, Samudio demandó a Bruno durante una cuantiosa transferencia al AC Milan mientras se negociaba. Después de la desaparición de Samudio, su hijo apareció con la esposa de Bruno. En julio de 2010, un juez brasileño ordenó el arresto de Bruno. Un sobrino de 17 años de Fernandes de Souza dijo a la policía que él había participado en el secuestro de Samudio junto a su amigo Luiz Henrique Ferreira Romão. También declaró que Samudio estaba muerta pero no cómo había muerto ni dónde se encontraba el cuerpo y que Fernandes de Souza era el padre de su hijo a pesar de estar casado. El Flamengo suspendió su contrato con el club y sus abogados dejaron de representarlo en la corte. Bruno firmó otro contrato que le permitía dejar la cárcel con un oficial para entrenar y jugar fútbol. De acuerdo con su cómplice Romao, Bruno trató de suicidarse en la cárcel en dos ocasiones mientras que esperaba que su juicio iniciara, pero la Secretaría de Río de Janeiro negó el intento de suicidio de Bruno; solo reportó que se desmayó en una ocasión debido a niveles bajos de azúcar.[cita requerida]
A finales de julio, fue acusado formalmente de asesinato, secuestro, desaparición del cadáver, intento de organización criminal y corrupción de menores. De acuerdo con la policía, el sobrino adolescente de Bruno declaró que cortaron el cuerpo de Samudio y algunas partes se las dieron de alimento a los perros mientras otras las enterraron bajo concreto. Bruno confesó haber orquestado el crimen.
El caso ha llegado al debate en Brasil respecto a la mala conducta de los atletas profesionales y el delito creciente en contra de las mujeres.
El 8 de marzo de 2013 fue sentenciado a 22 años de prisión por los delitos de agresión, tortura y asesinato de su exnovia y madre de su hijo menor.

### Liberación
En febrero de 2017, después de seis años y siete meses en prisión, sus abogados presentaron una petición de habeas corpus debido al lento procesamiento petición de apelación. La petición fue aprobada por el ministro del STF Marco Aurélio Mello y Bruno fue liberado de la prisión pendiente de apelación. Después de su liberación, Bruno recibió inmediatamente numerosas de ofertas de contrato y fue aceptado por el Boa Esporte Clube. La madre de Samudio interpuso sin éxito una demanda para que Bruno regrese a prisión ya que representa una amenaza para su nieto.